# Костромской судомеханический завод
Костромской судомеханический завод (КСМЗ) — промышленное судостроительное предприятие, занимающееся производством современных высокоскоростных алюминиевых и стальных катеров. 
Продукция завода разрабатывается преимущественно на основе российских комплектующих. Предприятие на имеет полный цикл производства катеров, в том числе своё конструкторское бюро и испытательный цех. На заводе производятся катера специального назначения, служебные, прогулочные, пассажирские, пожарные и буксирные катера, а также моторные лодки и моторные яхты.

## История

### С 1929 года по 1940 год
В Трудовой Слободе за рекой Костромой в то время было здание небольшой кустарной мастерской братьев Бобровых. Это был ветхий сарай, в котором находилось несколько токарных и сверлильных станков, строгальный станок,  движок мощностью 12 лошадиных сил, небольшие вагранки для медного и чугунного литья. Рядом находились две кирпичные кузницы на четыре горна, которыми владели братья Коневы. В 1929 году были выкуплены мастерская, кузницы и дом под контору. Так появилась кооперативная артель, которая через два года стала называться «Промысловая механическая и судостроительная артель имени XIV-го Октября». Сразу был избран руководящий состав во главе с техническим руководителем В.А. Флоровым и заведующим производством А.И. Карабановым. Таким образом, уже сложилась производственная база и руководство. Рабочих стали набирать на работу из числа жителей близлежащих деревень- Гридино, Оганино, Аферово и других, где жили людей особо ценной в то время профессии- котельщики.  Секреты этой профессии люди передавали из поколения в поколение.
В.А. Флоров самостоятельно изучал судостроительное дело и чертежами первого катера также занимался сам,  и уже будучи главным инженером завода в 30-х годах он самостоятельно составлял проектные задания на новые типы катеров.
Закладки первых катеров осуществлялись под открытым небом. Позднее корпусный цех получил специальные стапеля, которые устанавливались на рельсовые тележки. В то время катера на заводе изготавливались целиком клепанными. Н. Соколов в книге «Годы, люди, катер» описывает производственный процесс следующим образом «На небольшой тринадцатиметровый катер шло около  десяти тысяч заклепок, для этого в каждом катере на ручных дырокольных прессах продавливалось в обшиве, продольном и поперечном наборе около 20 000 отверстий, каждое отверстие надо было прозенковать под заклепку, нагреть каждую из 10 000 заклепок на простом переносном горне, подать ее клепальщику, а тот и стоя, и сидя, и лежа под катером, в любое время года на деревянном лежаке клепальным молотком проклепывал швы. Все швы чеканились. Выбойку листов наружной обшивы выбойщики производили на специальных чугунных плитах». Можно только представить, какой грохот там стоял! Такая работа была причиной ухудшения слуха работников. Без сомнения, это был тяжкий труд, но работники продолжали с усердием выполнять свою работу.
Июль 1930 года отметился испытаниями первых катеров. В том году на воду были спущены 8 судов. В то время в артели численность рабочих составляла 80 человек. В 1931 году было построено уже 20 катеров,  в дальнейшем строили по 50 катеров в год. Но позднее количество заказов стало сокращаться, для артели наступили тяжелые времена.  Единственным выходом из ситуации в то время был перевод артели в систему государственной промышленности. Таким образом 1 апреля 1934 года был подписан акт о передаче костромской катеростроительной артели в систему предприятий треста «Лесосудомашстрой» Наркомата лесной промышленности. Эта дата является официальной датой рождения завода. Государство обеспечивало новое предприятие заказами. Завод успешно выполнял планы пятилеток. Предвоенная пятилетка отметилась особыми событиями в истории становления завода. Появились деревянный корпусный, механический и достроечный цеха, столовая. В это время завод стал устанавливать в катера двигатели отечественного производства. В 1936 году на предприятии впервые была применена электросварка. В то время это была революция в технологии производства. Результатом стало увеличение производительности труда, улучшение качества катеров, исчез грохот, который стоял в районе, что улучшило условия труда рабочих и жизни людей из соседних окрестностей.
1937 год отметился выпуском газогенераторных катеров. Это было очень своевременное событие, так как в дальнейшем, во время войны жидкое топливо было на вес золота. В 1939 году на заводе был построен специальный первый кирпичный цех – газогенераторный. Но все же существовало много трудностей. Помимо нехватки производственных помещений была проблема удаленности от воды. Катера транспортировали до воды и на железную дорогу летом на санях, зимой – волоком.

### С 1941 года по 1945 год
С приходом войны, как и большинство предприятий того времени, завод перешел на выполнение военных заказов. Несмотря на непростую ситуацию, весной 1942 года на заводе впервые начали строить цельносварочные катера. Корпуса с этого момента стали ставить на стапель килем вверх, а не вниз, как ранее. Катера, производства Костромского судомеханического завода, участвовали в битвах за Сталинград, были на реках Румынии, Венгрии, Югославии, Болгарии и участвовали во взятии Берлина.

### С 1946 года по 1970 год
С окончанием Великой Отечественной войны завод переключился на выпуск гражданской продукции. Первоочередная ориентация завода – удовлетворение нужд лесной промышленности. Имела место острая нехватка рабочих кадров. Чтобы удержать существовавшие кадры и привлечь новые завод оказывал бывшим воинам, инвалидам войны помощь. Было расширено подсобное хозяйство завода. Желающим выделяли земельные участки. Несмотря на все проблемы в 1948 году завод превысил довоенный уровень производства.
Также имела место острая нехватка дипломированных специалистов. В 1951 году при заводе открылась школа рабочей молодежи, одна из первых в Костроме. Рабочие охотно посещали школу, они имели огромное желание получить среднее образование. За все время работы школы в ней получили образование около пятисот рабочих и служащих. Таким образом решалась проблема нехватки специалистов.
Последующие года отметились двумя событиями – запуском в серийное производство катера Т-63 с газогенератором и жидкотопливном исполнении и освоением первого водометного катера ВБК-30. Кроме катеров в те года завод производил продукцию для лесозаготовителей и сплавщиков, а именно: металлические емкости и бункера для трелевочных газогенераторных катеров КТ-12, пароподогревательные установки для заправки лесовозных машин в зимних условиях, водомаслогрейки, несамоходные металлические баржи.
В 50-х годах прошлого века были построены новые катеростроительный и механический цеха, складские помещения, завод получил новое оборудование и станки.
Следующим этапом развития катеростроения на заводе стал выпуск водометных катеров КС-100, первая промышленная партия которых вышла в 1963 году. На катере был установлен мощный по тем временам водометный движитель, благодаря которому катер разгонялся до 29 км./ч. Осадка катера при этом составила всего 33 сантиметра. На реках Сибири и в сплавных работах в нашей стране этому катеру не было равных.
Во второй половине 60-х годов судомеханический завод освоил выпуск ледокольного буксира водоизмещением 60 тонн с двигателем 350 л.с. и катера Т-135 с бульдозерной установкой на борту, который был способен разбирать заторы на молевом сплаве. В это время катера уже развивали скорость до 50 км./ч.

### 2000 год по настоящее время
Каждый год вплоть до сегодняшнего дня завод только наращивает свое производство, модернизируя оборудование, сохраняя и развивая технологии.
В 2004 году освоено серийное производство алюминиевых скоростных катеров серий КС-600 и КС-700. С водометным движителем катер серии КС-701 обладает уникальной возможностью перевести ручку реверса с переднего на задний ход и буквально остановить на месте, идущий на полной скорости катер.
С 2010 года завод производит моторные лодки серии КС- Фьорд, а в 2011 г. разработана пожарная лодка КС-Фьорд -620 предназначенная для производства работ по тушению очагов возгорания, как на речных объектах (находящихся в акватории рек, озёр и пр.), так и на берегу. В том же 2011 году завод выпустил первую в своей истории моторную яхту КС -38 «Калипсо», на которой созданы комфортные условия обитания.
С 2012 года в соответствие с Федеральным законом N 36-ФЗ от 23.04.2012 «О внесении изменений в отдельные законодательные акты РФ в части определения понятия маломерного судна» ОАО «Костромской судомеханический завод» имеет возможность поставлять стальные катера КС-110, КС-110-35 (представительский), КС-110-34 (грузопассажирский), КС-110-48 (буксирный) для некоммерческого использования  с регистрацией  в ГИМС.  Для управления данными катерами требуется только удостоверение на право управления маломерным судном.

## Расположение
АО «Костромской судомеханический завод» расположен в Фабричном районе г. Костромы, за рекой Костромой.

## Деятельность
Основной вид деятельности — это разработка и производство многофункциональных катеров для спецслужб, эксклюзивных катеров для отдыха и представительских катеров, сконструированных по индивидуальным заказам. АО «КСМЗ» производит также эксклюзивные катера особой компоновки, созданные по специальному проекту под заказчика.
Серийные модели регулярно модернизируются, исходя из опыта их применения в разных регионах и странах мира.
Кроме производства катеров, завод также занимается выпуском современных водометных движителей и винторулевых колонок, осуществляет подбор и поставку движителей, а также запасных частей к ним. Водометные движители – это единственно возможное решение на мелководье. Винторулевые колонки нашли применение на буксирно-моторных катерах, но также могут устанавливаться на судах других типов.

## Участие в выставках
АО "Костромской судомеханический завод" регулярно участвует в престижных международных выставках: «бот-шоу», «Охота и рыбалка» , «армия», «Интерполитех», "комплексная безопасность", "Международный военно-морской салон" и т.д.